# Florian Berisha
Florian Berisha (Suiza, 18 de enero de 1990) es un futbolista suizo, de origen albanés. Juega de mediocampista y su actual equipo es el Servette FC de la Challenge League.

## Clubes
| Club                | País    | Año           |
| ------------------- | ------- | ------------- |
| FC Sion             | Suiza   | 2007 - 2009   |
| FC Schaffhausen     | Suiza   | 2009          |
| Yverdon-Sport FC    | Suiza   | 2009 - 2010   |
| FC Sion             | Suiza   | 2010 - 2012   |
| FC Aarau            | Suiza   | 2012          |
| FC Vaslui (Cedido)  | Rumania | 2012 - 2013   |
| FC Chiasso (Cedido) | Suiza   | 2013-2014     |
| FC Le Mont          | Suiza   | 2014-2015     |
| Neuchâtel Xamax FC  | Suiza   | 2015          |
| Servette FC         | Suiza   | 2015-presente |